# Andrew Bethea
Andrew Jackson Bethea (* 17. August 1879 im Dillon County, South Carolina; † 28. Dezember 1945 in Orangeburg, South Carolina) war ein US-amerikanischer Politiker. Zwischen 1915 und 1919 war er Vizegouverneur des Bundesstaates South Carolina.

## Werdegang
Im Jahr 1904 absolvierte Andrew Bethea, Sohn eines Arztes und Pflanzers, das Wake Forest College in North Carolina. Nach einem anschließenden Jurastudium an der University of South Carolina wurde er als Rechtsanwalt zugelassen. Er war einige Jahre im Schuldienst und dann im Zeitungsgeschäft tätig. Inwieweit er als Rechtsanwalt praktizierte, ist nicht überliefert. Politisch schloss er sich der Demokratischen Partei an. Zwischen 1907 und 1911 war er Privatsekretär von Gouverneur Martin F. Ansel. Anschließend bekleidete er das Amt des Commissioner of South Carolina.
1914 wurde Bethea an der Seite von Charles Aurelius Smith zum Vizegouverneur von South Carolina gewählt. Dieses Amt bekleidete er nach einer Wiederwahl zwischen 1915 und 1919. Dabei war er Stellvertreter des Gouverneurs und Vorsitzender des Staatssenats. Gleichzeitig war er während des Ersten Weltkrieges Major der Reserve. Nach seiner Zeit als Vizegouverneur ist Andrew Bethea politisch nicht mehr in Erscheinung getreten. Er starb am 28. Dezember 1945 an den Folgen eines Autounfalls in Orangeburg.